# Combiné nordique sur grand tremplin aux Jeux olympiques de 2022
Pour des articles plus généraux, voir Combiné nordique aux Jeux olympiques de 2022 et Jeux olympiques d'hiver de 2022.
Navigation
Pyeongchang 2018 Cortina 2026
L′épreuve individuelle de combiné nordique saut sur grand tremplin a lieu le 15 février 2022 à Zhangjiakou.
L'épreuve est composée d'un saut et d'une course de ski de fond de 10 km. Les points obtenus lors du saut sont convertis en secondes et les athlètes partent selon le classement du saut lors de la course de ski de fond. L'arrivée de la course de ski de fond détermine le classement final.
Jarl Magnus Riiber domine le concours de saut grâce à un saut à 142 m. Cela lui octroie une quarantaine de secondes sur ses premiers poursuivants pour la course de ski de fond. Lors du 10 km de ski de fond, le Norvégien se trompe de chemin ce qui lui fait perdre la majorité de son avance. Il est ensuite repris par un groupe emmené par Akito Watabe. En fin de course, Jørgen Graabak et Jens Lurås Oftebro parviennent à revenir sur le groupe de tête et prennent les deux premières places. Akito Watabe réussit à prendre la médaille de bronze.

## Organisation

### Lieux
Les épreuves se déroulent à Zhangjiakou dans le Hebei à 180 km de Pékin à une altitude d'environ 1 700 m,. Les compétitions à cette altitude sont rares et certains athlètes effectuent des stages de préparation dans des villes autrichiennes, italiennes ou françaises pour s'habituer à ces conditions. La dernière fois que des épreuves olympiques avaient lieu à une telle altitude, c'était lors des Jeux olympiques de 2002 à Soldier Hollow. Les conditions sur place sont attendues comme très froide (près de la limite autorisée de - 20 °C) et sèche.
Pour le saut à ski, les tremplins sont construits entre 2017 et 2020 avec un budget initial de 60 millions de dollars. Le complexe compte deux tremplins : un HS 140 et un HS 106. Les tremplins sont les seuls homologués en Chine et ils servent de centre national pour les sauteurs chinois. Le nom du complexe vient de sa ressemblance avec un sceptre de Ruyi (de). Les athlètes sont impressionnés par les dimensions ainsi que l'architecture du complexe. Les tremplins sont situés dans une zone où soufflent fréquemment des vents violents. Quelques jours avant la course, les épreuves masculine et par équipes. Pour le HS 140, le record du tremplin est de 142 m réalisé par le Japonais Ryōyū Kobayashi.
Sur la piste de ski de fond, il n'y a pas de difficultés majeures et le profil des pistes est relativement plat. En effet, le circuit de 2,5 km compte trois petites montées et autant de descentes. Au total, il y a 88 m de dénivelé positif sur cette boucle. Les compétitions se déroulent sur de la neige artificielle, ce qui complique la glisse des skis. Le fartage des skis s'annonce complexe et déterminant dans les résultats. Les pistes sont éclairées grâce à un système de projecteurs situés sur le long de la piste. 
Des tribunes étaient prévues pour les deux sites de compétitions, mais en raison de la pandémie de Covid-19, il n'y a pas de vente de billets au grand public. Seules quelques personnes invitées peuvent assister aux compétitions. Les principales compétitions de test des équipements sportifs ont dû être annulées en raison de la pandémie de Covid-19 et seulement des courses de la coupe continentale de combiné nordique 2022 et de la coupe continentale de saut à ski 2021-2022 (en) ont pu être disputées,.

### Calendrier
Le saut d'essai est programmé à 15 h heure locale (UTC+8). Le concours de saut débute à 16 h et la course de ski de fond commence à 18 h 30. La course de ski de fond est avancée de 30 minutes en raison des conditions météorologiques attendues.
| Date            | Épreuve     | Horaire | Horaire |
| --------------- | ----------- | ------- | ------- |
| 15 février 2022 | Saut à ski  | 16 h    |         |
| 15 février 2022 | Ski de fond | 18 h 30 |         |

### Format de l'épreuve
Les athlètes exécutent premièrement un saut sur le grand tremplin (HS 140) suivi d’une course de ski de fond de 10 km qui consiste à parcourir quatre boucles de 2,5 km. À la suite du saut, des points sont attribués pour la longueur et le style. Le départ de la course de ski de fond s'effectue selon la méthode Gundersen (1 point = 4 secondes), le coureur occupant la première place du classement de saut s’élance en premier, et les autres s’élancent ensuite dans l’ordre fixé. Le premier skieur à franchir la ligne d’arrivée remporte l’épreuve.

## Athlètes participants
L'Estonien Kristjan Ilves qui était en quarantaine est autorisé à participer à la course. Il prend part à deux entraînements avant la compétition. Samuel Costa qui était retenu en Europe pour une infection au Covid-19 est autorisé à entrer en Chine et il peut également participer à la course. Jarl Magnus Riiber peut sortir d'isolement la veille de la compétition. Il réussit à s'entraîner la veille de la compétition et il sera aligné sur la course,. Il n'est cependant pas un favori car il n'a pas pu véritablement s’entraîner dans de bonnes conditions depuis 14 jours. Chez les Allemands, Eric Frenzel est incertain et Terence Weber, toujours à l'isolement, est remplacé par Manuel Faisst.
Les favoris sont les mêmes que sur l'épreuve sur le tremplin normal. Johannes Lamparter est très attendu ainsi que Vinzenz Geiger ou Ilkka Herola. Lors du dernier entraînement, Vinzenz Geiger a réalisé un saut à 142,5 m (soit 0,5 m au-delà du record du tremplin). S'il refait cette performance lors de la compétition, il serait idéalement placé pour faire le doublé. 
Kristjan Ilves et Jarl Magnus Riiber pourraient être des prétendants aux médailles s'il se remettent bien de leur quarantaine. En raison de chute de neige entre la course sur le tremplin normal et la compétition sur le grand tremplin, Jérôme Laheurte, chef du combiné nordique français, craint que cela modifie les repères des techniciens concernant le fart.
Pour les pays comptant cinq athlètes mais ne pouvant en aligner que quatre, l'Autriche choisit de ne pas sélectionner Martin Fritz. C'est donc Mario Seidl qui le remplace. Pour les autres nations, la Finlande n'aligne pas Perttu Reponen (de) qui est grippé, la Norvège Espen Bjørnstad, la France Edgar Vallet (de) et le Japon Sora Yachi,.

## Récit de l'épreuve
Le concours de saut voit la domination du revenant Jarl Magnus Riiber. Le Norvégien, égale le record du tremplin, avec un saut à 142 m. Ce saut lui permet de disposer de 44 s sur le duo Kristjan Ilves et Ryota Yamamoto qui ont tous les deux sauté à 140 m. L'Allemand, Manuel Faisst, initialement remplaçant, est 4e à 47 s. Juste derrière, il y a le Japonais Akito Watabe qui a sauté à 135 m. Il y a donc cinq athlètes à moins d'une minute du leader. Il y a ensuite trois Autrichiens avec Franz-Josef Rehrl à une minute et 12 s, Mario Seidl à une minute et 21 s puis Johannes Lamparter à une minute et 27 s. Ce dernier a déçu avec un saut à 128 m. Derrière Vinzenz Geiger et Jørgen Graabak sont à plus de deux minutes ce qui semble les exclure de la lutte pour les médailles.
La course de ski de fond se déroule avec une température de - 19 °C. Lors du premier tour de 2,5 km, Jarl Magnus Riiber part seul en tête. Derrière lui, il y a regroupement et Akito Watabe emmène un groupe composé de Kristjan Ilves, Ryota Yamamoto et Manuel Faisst. Un peu plus loin, les trois athlètes Autrichiens forment un groupe et il devance un autre groupe notamment composé de Vinzenz Geiger et Jørgen Graabak. Alors qu'il est en train de finir son premier tour, Jarl Magnus Riiber se trompe de chemin et il perd les trois quarts de son avance soit une trentaine de secondes. C'est le tournant de la course. Le groupe d'Akito Watabe revient sur le Norvégien après 3,5 km et le Japonais continue de mener le groupe de tête. Ensuite, Kristjan Ilves et Ryota Yamamoto sont lâchés alors que Johannes Lamparter parvient quant à lui à rejoindre la tête de la course. Il y a donc quatre athlètes en tête et un groupe de poursuivants notamment composé de Vinzenz Geiger, Jørgen Graabak, Jens Lurås Oftebro ou encore Lukas Greiderer. Dans le dernier tour, Johannes Lamparter place une accélération et Jarl Magnus Riiber est décroché. Il reste donc trois athlètes devant et les Norvégiens du groupe de poursuivants attaquent. Dans la dernière montée, Jørgen Graabak et Jens Lurås Oftebro parviennent à reprendre puis dépasser le trio qui était alors en tête. Seul Akito Watabe parvient à s'accrocher et la victoire se joue dans un sprint à trois. Jørgen Graabak prend le meilleur sur Jens Lurås Oftebro et Akito Watabe. Manuel Faisst prend la quatrième place devant Johannes Lamparter.

## Réactions
Les Norvégiens sont enchantés du doublé réalisé par leurs athlètes. Jørgen Graabak remporte pour la deuxième fois l'épreuve sur le grand tremplin après la course de Sotchi en 2014. Il s'agit également de la médaille de Jørgen Graabak sur cette édition après l'argent sur le tremplin normal. Le commentateur Torgeir Bjørn (en) le considère déjà comme le « Roi de ces Jeux » pour le combiné. Jens Lurås Oftebro est très heureux d'avoir pu remonter jusqu'à la deuxième place lors de la course de ski de fond. Ivar Stuan (no), le responsable du combiné nordique norvégien, considère que la Norvège aurait même pu faire le triplé. En effet, Jarl Magnus Riiber dont c'était la première course à Zhangjiakou a pris la mauvaise direction lors de la course de ski de fond ce qui lui a fait perdre une bonne partie de son avance. Une pareille mésaventure lui était déjà arrivée en 2016 à Lahti. C'est le tournant de la course et le Norvégien qui n'a pas de médailles individuelles aux Jeux olympiques a peut-être manqué le titre sur ce fait de course. De plus, il considère que « dans un jour normal (sans avoir passé autant de temps à l’isolement), même avec une telle erreur, j’aurais été à la lutte pour une médaille, je suis bon en sprint ». Ensuite, il fait le choix de rentrer en Norvège et donc de ne pas participer à l'épreuve par équipes.
Ilkka Herola est déçu de sa 16e place. Il n'a pas réussi son saut disputé dans des conditions de vents compliqué. Il ne saute qu'à 117 m alors qu'il avait fait 125,5 m une heure plus tôt au saut d'essai. Malgré une chute, il a réussi à remonter quelques positions lors de la course de ski de fond mais il était trop long pour envisager une médaille. L'athlète se projette déjà sur la prochaine édition des Jeux olympiques à Cortina d'Ampezzo.
Les Autrichiens sont satisfaits du résultat d'ensemble de leurs athlètes même s'ils auraient aimé une médaille. Franz-Josef Rehrl et Mario Seidl ont fait un beau concours de saut et ont ensuite limite les dégâts dans la course de ski de fond. Au contraire, Lukas Greiderer et Johannes Lamparter ont déçu sur le tremplin et ont bien remonté lors de la course de ski de fond. Les deux athlètes ont fait une partie de la course ensemble et ils n'ont pas réussi à suivre l’accélération des Norvégiens en fin de course. Johannes Lamparter considère qu'il a fait l'effort un peu trop tôt afin de revenir sur le trio de tête. Le jeune Autrichien, arrivé en favori avec 7 podiums en coupe du monde, n'obtient pas de médailles individuelles pour ces premiers Jeux olympiques.
Manuel Faisst, arrivé quelques jours plus tôt afin de remplacer Terence Weber qui était en isolement, prend la quatrième place. Il considère qu'il s'agit de la meilleure course de son hiver mais qu'il aurait évidemment préféré remporter une médaille. Il espère être retenu pour l'épreuve par équipe qui a lieu deux jours plus tard. Le deuxième Allemand au classement est Vinzenz Geiger. Ce dernier n'a pas fait un bon saut et il s'élançait avec plus de deux minutes de retard sur le leader. Il a réussi à revenir sur le groupe de poursuivants de Jørgen Graabak ou encore Jens Lurås Oftebro mais il n'a pas lui aussi réussi à les suivre dans le dernier tour. La non-présence d'un Allemand sur le podium marque la fin d'une série de huit podiums consécutifs sur les épreuves de combiné nordique. La dernière course sans un Allemand sur le podium était sur le grand tremplin en 2010.
Akito Watabe parvient à remporter sa troisième médaille olympique et il est le premier japonais à remporter une médaille sur trois olympiades consécutives. Le début de saison du Japonais n'a pas été à la hauteur des autres années en raison de difficultés au saut. Sur cette compétition, il réalise un bon saut ce qu'il l'a bien placé pour la course de fond. Lors de la course de ski de fond, il a décidé de skier pour l'or et c'est cette attitude qui l'a fait mener le groupe de poursuite puis de tête et il pense que c'est pour cette raison qu'il a obtenu le bronze. Enfin, chez les Français, Antoine Gérard est satisfait de sa 14e place. Il est notamment heureux de sa course de ski de fond qui lui a permis de remonter de la 18e à la 14e place.

## Podium
| Épreuve        | Or             | Or            | Argent             | Argent | Bronze       | Bronze |
| -------------- | -------------- | ------------- | ------------------ | ------ | ------------ | ------ |
| Grand tremplin | Jørgen Graabak | 27 min 13 s 3 | Jens Lurås Oftebro | +0 s 4 | Akito Watabe | +0 s 6 |

## Résultats
| Rang                                | Nom                  | Nationalité  | Longueur (m) | Points | Retard au départ | Temps du ski de fond | Rang du ski de fond | Temps cumulé    | Retard final    |
| ----------------------------------- | -------------------- | ------------ | ------------ | ------ | ---------------- | -------------------- | ------------------- | --------------- | --------------- |
| Médaille d'or, Jeux olympiques      | Jørgen Graabak       | Norvège      | 126.5        | 108.0  | 2:07             | 25:06.3              | 1                   | 27:13.3         | —               |
| Médaille d'argent, Jeux olympiques  | Jens Lurås Oftebro   | Norvège      | 127.5        | 113.0  | 1:47             | 25:26.7              | 2                   | 27:13.7         | +0.4            |
| Médaille de bronze, Jeux olympiques | Akito Watabe         | Japon        | 135.0        | 126.4  | 0:54             | 26:19.9              | 10                  | 27:13.9         | +0.6            |
| 4                                   | Manuel Faißt         | Allemagne    | 133.0        | 128.0  | 0:47             | 26:29.6              | 15                  | 27:16.6         | +3.3            |
| 5                                   | Lukas Greiderer      | Autriche     | 129.0        | 112.8  | 1:48             | 25:37.1              | 4                   | 27:25.1         | +11.8           |
| 6                                   | Johannes Lamparter   | Autriche     | 128.0        | 118.1  | 1:27             | 26:04.3              | 8                   | 27:31.3         | +18.0           |
| 7                                   | Vinzenz Geiger       | Allemagne    | 122.0        | 106.0  | 2:15             | 25:29.5              | 3                   | 27:44.5         | +31.2           |
| 8                                   | Jarl Magnus Riiber   | Norvège      | 142.0        | 139.8  | 0:00             | 27:53.1              | 36                  | 27:53.1         | +39.8           |
| 9                                   | Kristjan Ilves       | Estonie      | 140.0        | 128.7  | 0:44             | 27:29.5              | 29                  | 28:13.5         | +1:00.2         |
| 10                                  | Julian Schmid        | Allemagne    | 133.5        | 116.0  | 1:35             | 26:39.1              | 17                  | 28:14.1         | +1:00.8         |
| 11                                  | Franz-Josef Rehrl    | Autriche     | 135.5        | 121.9  | 1:12             | 27:10.2              | 23                  | 28:22.2         | +1:08.9         |
| 12                                  | Ryota Yamamoto       | Japon        | 140.0        | 128.7  | 0:44             | 27:44.1              | 34                  | 28:28.1         | +1:14.8         |
| 13                                  | Mario Seidl          | Autriche     | 130.0        | 119.5  | 1:21             | 27:07.5              | 21                  | 28:28.5         | +1:15.2         |
| 14                                  | Antoine Gérard       | France       | 129.5        | 101.9  | 2:32             | 26:20.4              | 11                  | 28:52.4         | +1:39.1         |
| 15                                  | Espen Andersen       | Norvège      | 125.0        | 106.9  | 2:12             | 26:45.2              | 18                  | 28:57.2         | +1:43.9         |
| 16                                  | Ilkka Herola         | Finlande     | 117.5        | 95.9   | 2:56             | 26:02.1              | 7                   | 28:58.1         | +1:44.8         |
| 17                                  | Jared Shumate        | États-Unis   | 127.5        | 101.3  | 2:34             | 26:24.5              | 13                  | 28:58.5         | +1:45.2         |
| 18                                  | Jan Vytrval          | Tchéquie     | 125.0        | 97.0   | 2:51             | 26:26.1              | 14                  | 29:17.1         | +2:03.8         |
| 19                                  | Ben Loomis           | États-Unis   | 129.0        | 103.4  | 2:26             | 26:51.2              | 19                  | 29:17.2         | +2:03.9         |
| 20                                  | Eero Hirvonen        | Finlande     | 123.0        | 94.6   | 3:01             | 26:16.3              | 9                   | 29:17.3         | +2:04.0         |
| 21                                  | Mattéo Baud          | France       | 127.5        | 103.7  | 2:24             | 26:54.4              | 20                  | 29:18.4         | +2:05.1         |
| 22                                  | Raffaele Buzzi       | Italie       | 124.0        | 98.7   | 2:44             | 26:34.9              | 16                  | 29:18.9         | +2:05.6         |
| 23                                  | Taylor Fletcher      | États-Unis   | 117.0        | 81.2   | 3:54             | 25:42.7              | 5                   | 29:36.7         | +2:23.4         |
| 24                                  | Arttu Mäkiaho        | Finlande     | 121.0        | 87.9   | 3:28             | 26:21.0              | 12                  | 29:49.0         | +2:35.7         |
| 25                                  | Yoshito Watabe       | Japon        | 118.0        | 94.4   | 3:02             | 27:08.7              | 22                  | 30:10.7         | +2:57.4         |
| 26                                  | Laurent Muhlethaler  | France       | 123.5        | 96.9   | 2:52             | 27:27.6              | 27                  | 30:19.6         | +3:06.3         |
| 27                                  | Tomáš Portyk         | Tchéquie     | 128.0        | 97.8   | 2:48             | 27:32.6              | 31                  | 30:20.6         | +3:07.3         |
| 28                                  | Johannes Rydzek      | Allemagne    | 123.5        | 105.2  | 2:18             | 28:04.0              | 39                  | 30:22.0         | +3:08.7         |
| 29                                  | Ondřej Pažout        | Tchéquie     | 123.5        | 99.0   | 2:43             | 27:46.7              | 35                  | 30:29.7         | +3:16.4         |
| 30                                  | Lukáš Daněk          | Tchéquie     | 117.0        | 86.1   | 3:35             | 27:32.3              | 30                  | 31:07.3         | +3:54.0         |
| 31                                  | Hideaki Nagai        | Japon        | 117.0        | 83.7   | 3:44             | 27:28.9              | 28                  | 31:12.9         | +3:59.6         |
| 32                                  | Dmytro Mazurchuk     | Ukraine      | 116.0        | 83.5   | 3:45             | 27:35.4              | 33                  | 31:20.4         | +4:07.1         |
| 33                                  | Alessandro Pittin    | Italie       | 105.0        | 55.8   | 5:36             | 25:55.8              | 6                   | 31:31.8         | +4:18.5         |
| 34                                  | Jasper Good          | États-Unis   | 115.5        | 79.8   | 4:00             | 27:32.9              | 32                  | 31:32.9         | +4:19.6         |
| 35                                  | Szczepan Kupczak     | Pologne      | 121.5        | 86.3   | 3:34             | 28:25.8              | 42                  | 31:59.8         | +4:46.5         |
| 36                                  | Vid Vrhovnik         | Slovénie     | 114.0        | 82.4   | 3:50             | 28:11.8              | 41                  | 32:01.8         | +4:48.5         |
| 37                                  | Otto Niittykoski     | Finlande     | 118.0        | 79.2   | 4:02             | 28:00.3              | 38                  | 32:02.3         | +4:49.0         |
| 38                                  | Samuel Costa         | Italie       | 110.0        | 64.3   | 5:02             | 27:20.3              | 25                  | 32:22.3         | +5:09.0         |
| 39                                  | Iacopo Bortolas      | Italie       | 121.5        | 87.7   | 3:28             | 29:01.6              | 43                  | 32:29.6         | +5:16.3         |
| 40                                  | Gaël Blondeau        | France       | 103.5        | 59.3   | 5:22             | 27:20.8              | 26                  | 32:42.8         | +5:29.5         |
| 41                                  | Viacheslav Barkov    | ROC          | 103.0        | 53.3   | 5:46             | 27:10.9              | 24                  | 32:56.9         | +5:43.6         |
| 42                                  | Artem Galunin        | ROC          | 108.5        | 58.0   | 5:27             | 27:55.2              | 37                  | 33:22.2         | +6:08.9         |
| 43                                  | Chingiz Rakparov     | Kazakhstan   | 111.5        | 69.6   | 4:41             | 30:07.5              | 46                  | 34:48.5         | +7:35.2         |
| 44                                  | Park Je-un           | Corée du Sud | 107.0        | 67.9   | 4:48             | 30:08.5              | 47                  | 34:56.5         | +7:43.2         |
| 45                                  | Andrzej Szczechowicz | Pologne      | 93.0         | 44.6   | 6:21             | 29:27.5              | 44                  | 35:48.5         | +8:35.2         |
| 46                                  | Samir Mastiev        | ROC          | 86.5         | 20.4   | 7:58             | 28:09.4              | 40                  | 36:07.4         | +8:54.1         |
| 47                                  | Zhao Jiawen          | Chine        | 93.0         | 32.7   | 7:08             | 29:33.1              | 45                  | 36:41.1         | +9:27.8         |
|                                     | Markuss Vinogradovs  | Lettonie     | 88.0         | 30.9   | 7:16             | N'a pas terminé      | N'a pas terminé     | N'a pas terminé | N'a pas terminé |